# The Bruisers
The Bruisers foi uma banda pioneira do movimento streetpunk/oi! norte americano, formada em Portsmouth, New Hampshire, em 1988. A formação original incluía: Al Barr (vocais), Scotty Davies (baixo), Jeff Morris (guitarra) e Rodger Shosa (bateria).

## História
Os membros da banda eram skinheads (mas sem ideais neonazistas). Depois de alguns anos e de várias mudanças na formação da banda, seu estilo mudou um pouco. Em 1996, Al Barr era o único membro original remanescente. Após 10 anos, a banda se separou em 1998. Depois do fim, a banda já se runiu duas vezes, uma em 14 de setembro de 2005, no The Roxy, em Boston, e outra em 31 de agosto de 2012 abindo a primeira noite do 2000 Tons of TNT Fest no Webster Theater, em Hartford.

## Ex-membros
- Al Barr – vocais (1988–1998, 2005)
- Jeff Morris – guitarra (1988–1996, 2005)
- Scotty Davies – baixo (1988–1990)
- Rodger Shosa – bateria (1988–1989)
- Dan Connors – bateria (1989–1997, 2005)
- Crash – guitarra (1989–1990)
- Rick Wimert – guitarra (1990–1995)
- Todd Seely – baixo (1990–1991), guitarra (1996–1997)
- Keith "Ritchie" Richards – baixo (1991–1996), guitarra (1997–1998)
- Robert Garceau – guitarra (1995–1996)
- Scott Vierra – guitarra (1996–1998, 2005)
- Johnny Rioux – baixo (1996–1998)
- John Dicicco – bateria (1997–1998)
- Mike Savitkas – baixo (2005)

## Discografia

### Álbums
- Cruisin' for a Bruisin' (1993)
- Up in Flames (1996)

### EPs/singles
- Intimidation (1989)
- Independence Day (1990)
- American Night (1991)
- Gates of Hell (1994)
- Clobberin' Time (1995)
- Mad Parade/Bruisers (1995)
- Still Standing Up (1997)
- The Bruisers/Charge 69 (1998)
- Molotov (1997)
- Bruisers/Randumbs (1998)
- Dropkick Murphys/The Bruisers (1998)

### Colêtaneas
- Society's Fools (1996)
- Anything You Want It's All Right Here...: The Authorized Bruisers 1988-1994 (1998)
- One Law For Them...Another One For Us (1999)
- In The Pit - Live And Rare (2000)
- Better Days (2000)
- Singles Collection 1989-1997 (2004)